# Poekilloptera aurantiaca
Poekilloptera aurantiaca är en insektsart som först beskrevs av Melichar 1901.  Poekilloptera aurantiaca ingår i släktet Poekilloptera och familjen Flatidae. Inga underarter finns listade i Catalogue of Life.